# Murów
Murów (dodatkowa nazwa w j. niem. Murow) – wieś w Polsce, położona w województwie opolskim, w powiecie opolskim, w gminie Murów, której jest siedzibą. Historycznie leży na Górnym Śląsku.

## Nazwa
Nazwa miejscowości pochodzi prawdopodobnie od polskiego słowa "mur" - ogrodzenia wykonanego z cegły. Z kolei niemiecki nauczyciel Heinrich Adamy wiąże ją ze staropolską nazwą dżumy, czyli dawniej moru lub morowego powietrza. W swoim dziele o nazwach miejscowych na Śląsku wydanym w 1888 roku we Wrocławiu jako starszą od niemieckiej wymienia on nazwę w obecnej polskiej formie "Murów" podając jej znaczenie "Pestort, Ausgestorbener Ort" czyli po polsku "miejscowość dżumy, wymarła miejscowość".
| SIMC    | Nazwa  | Rodzaj    |
| ------- | ------ | --------- |
| 0499287 | Kopiec | część wsi |

## Historia
Murów jest najstarszą miejscowością w gminie; pierwsze wzmianki o nim pochodzą z 1304 r. W 1306 r. wybudowano w miejscowości nowy gród, w miejscu starego. Około 1736 r. klasztor w Czarnowąsach założył w Murowie hutę szkła, której miejscowość zawdzięcza swój rozwój. W 1846 r. w Murowie działały 3 huty szkła. Zakład działał nieprzerwanie (z wyjątkiem kilku powojennych miesięcy) do końca 1995 r. (wówczas pod nazwą Huta Szkła Okiennego „Janina”). Kontynuatorem przemysłu szkielnego w Murowie jest założona w 1994 r. spółka akcyjna Vitroterm-Murów, która jest producentem i przetwórcą szkła okiennego i budowlanego.
Do głosowania podczas plebiscytu uprawnione były w Murowie 804 osoby, z czego 496, ok. 61,7%, stanowili mieszkańcy (w tym 434, ok. 54,0% całości, mieszkańcy urodzeni w miejscowości). Oddano 775 głosów (ok. 96,4% uprawnionych), w tym 775 (100%) ważnych; za Niemcami głosowało 686 osób (ok. 88,5%), a za Polską 89 osób (ok. 11,5%). 10 sierpnia 1936 r. w miejsce nazwy Murow wprowadzono nazwę Hermannsthal. 12 listopada 1946 r. nadano miejscowości polską nazwę Murów.
W latach 1954–1972 wieś należała i była siedzibą władz gromady Murów. 
We wsi była stacja kolejowa Murów.

### Demografia
| Rok                | 1846 | 1933 | 1939 | 1946 | 2007 | 2009 | 2012 |
| Liczba mieszkańców | 397  | 1102 | 1149 | 365  | 1364 | 1380 | 1334 |

(Źródła:)